# Heinrich Anselm von Ziegler und Kliphausen
Heinrich Anselm von Ziegler und Kliphausen, auch: Heinrich Anshelm von Zigler und Klipphausen (* 6. Januar 1663 in Radmeritz; † 8. September 1697 in Liebertwolkwitz) war ein deutscher Romanschriftsteller und Historiograph.

## Leben
Der Sohn eines Gutsbesitzers wurde auf dem Rittergut Radmeritz, dem Standort des später dort von seinem Bruder Joachim Sigismund von Ziegler und Klipphausen (1660–1734) errichteten Stifts Joachimstein, geboren. Er besuchte das Gymnasium in Görlitz und studierte 1680 bis 1684 Jura und Literatur in Frankfurt (Oder). Danach lebte und arbeitete er auf seinen Gütern in Nieder Linda und Probsthain, später in Podelwitz und Altkötitz und zuletzt in Liebertwolkwitz, wo er auch verstarb. Seit 1689 war er Stiftsrat in Wurzen.
Zieglers bedeutendstes Werk war der Roman Asiatische Banise oder Das blutig- doch mutige Pegu von 1689. Die  Handlung vermischt Elemente des Staatsromans mit abenteuerlicher Exotik. Sowohl Reiseberichte als auch historische Quellen wurden von Ziegler verwendet. Das Werk war sehr erfolgreich und wurde bis weit ins 18. Jahrhundert hinein neu aufgelegt. Noch bei Karl Philipp Moritz ist die Banise eine heimliche Lektüre des jungen Anton Reiser, die er „gleichsam mit unersättlicher Begierde verschlang“. In einer Vielzahl von Romanen, Opern und anderen Werken wurde Zieglers Thema immer wieder variiert und nachgeahmt. Johann Georg Hamann (der Ältere) verfasste 1721 eine Fortsetzung des Romans, Friedrich Melchior Grimm dramatisierte ihn als Banise, ein Trauerspiel. Auf diese Dramatisierung bezieht sich Goethe, wenn er im Wilhelm Meister Chaumigrem, den Bösewicht aus dem Roman, erwähnt.
Eine historisch-kritische Ausgabe des Romans erschien 2010.
Banise ist ein Anagramm des Vornamens von Zieglers Ehefrau Sabine von Lindenau (1661–1709) aus dem Haus Machern.

## Werke
- Der tapfere Heraclius,  1687
- Die Asiatische Banise, oder Das blutig- doch muthige Pegu, 1689[5] (Digitalisat)
- Heldenliebe der Schrift Alten Testaments in 16 anmutigen Liebesbegebenheiten,  1691 (Digitalisat der Ausgabe von 1734)
- Täglicher Schauplatz der Zeit,  1695 (Digitalisat)
- Die Lybische Talestris, 1696 (Opernlibretto)
- Das verderbliche Caffee-Hauß, Und Die hierauß entstehende Abnahm eines noch wohl stehenden Landes oder Republicq und deren Unterthanen. In Drey anmuthigen und lustigen in der That aber wahr gesetzten Gesprächen vorgebildet Von Pasquino, Welcher ehedessen selbsten mit der Caffée-Hauß-Säuche inficirt gewesen, nun aber mit Schaden davon erlöset worden, 1703 (Digitalisat)
- Historisches Labyrinth der Zeit,  1701/18 (Digitalisat)

### Werk- und Literaturverzeichnis
- Gerhard Dünnhaupt: Heinrich Anshelm von Zigler und Kliphausen. In: Personalbibliographien zu den Drucken des Barock. Bd. 6, Hiersemann, Stuttgart 1993, ISBN 3-7772-9305-9, S. 4332–4343.